# Ronald Erich Emmerick
Ronald Erich Emmerick (* 9. März 1937 in Sydney; † 31. August 2001 in Hamburg) war ein australischer Iranist.

## Leben
Nach der Promotion (Indo-Iranian studies. Saka grammar) 1964 zum Ph.D. in Oxford lehrte er von 1971 bis 2001 als Professor für Iranistik an der Universität Hamburg. 1990 wurde er zum korrespondierenden Mitglied der British Academy gewählt.

## Schriften (Auswahl)
- mit Prods Oktor Skjærvø: Studies in the vocabulary of Khotanese. Wien 1982, ISBN 3-7001-0453-7.
- The Tumshuqese Karmavācanā text. Stuttgart 1985, ISBN 3-515-04377-2.
- mit Prods Oktor Skjærvø: Studies in the vocabulary of Khotanese. Wien 1987, ISBN 3-7001-0906-7.
- als Herausgeber mit Werner Sundermann und Peter Zieme: Studia Manichaica. IV. Internationaler Kongreß zum Manichäismus, Berlin, 14.–18. Juli 1997. Berlin 2000, ISBN 3-05-003330-4.